# Kurt Landauer
Kurt Landauer (28 de julho de 1884 – 21 de dezembro de 1961) foi um técnico de futebol alemão. Sua profissão era listada como Kaufmann ("comerciante", em português). Era chefe do departamento de publicidade do jornal Münchner Neueste Nachrichten, o precursor do Süddeutsche Zeitung, que começou a ser publicado após a Segunda Guerra Mundial. É famoso por seus quatro mandatos como presidente do Bayern de Munique entre 1913 e 1951. Ele continua sendo o presidente do Bayern com o maior tempo no cargo.

## Biografia
Landauer nasceu em Planegg, uma cidade perto de Munique, e se juntou ao Bayern em 1901 como jogador. Ele teve que partir para Lausana logo depois, mas retornou a Munique em 1905. Em 1913, ele foi eleito presidente do clube pela primeira vez, mas a Primeira Guerra Mundial encerrou seu mandato em 1914. Quando Landauer retornou a Munique após a guerra, foi eleito para um segundo mandato como presidente, que durou até 1933 com um intervalo de um ano em 1921-1922. Foi campeão nacional em 1932, quando o Bayern derrotou o Eintracht Frankfurt. A ascensão dos nazistas ao poder o fez renunciar ao cargo em 22 de março de 1933.
Sendo judeu, Landauer foi preso pelos nazistas em 10 de novembro de 1938 e transportado para o campo de concentração de Dachau. Por causa de seu serviço militar na Primeira Guerra Mundial, ele foi autorizado a deixar o campo após 33 dias de prisão, e emigrou para a Suíça em 15 de março de 1939. Apenas um de seus familiares sobreviveu ao Holocausto. Em 1940, o Bayern foi a Genebra para um amistoso contra a seleção suíça. Quando os jogadores avistaram Landauer, que estava entre os espectadores, foram cumprimentar seu ex-presidente. A Gestapo não achou graça e ameaçou que esse comportamento teria consequências.
Em 1947, Landauer retornou pela terceira vez a Munique e foi novamente nomeado presidente do clube. Este mandato durou até 1951, quando não foi eleito novamente. Landauer morreu em 21 de dezembro de 1961 em Munique.

## Legado
Até agora, Landauer é o presidente do Bayern com o maior mandato acumulado, a frente de Wilhelm Neudecker (1962-1979), amplamente considerado o "pai do moderno Bayern", e Franz Beckenbauer (1994–2009), sendo os que tiveram os maiores períodos no cargo depois dele.
No outono de 2014, a Bavarian Broadcasting Corporation (Bayerischer Rundfunk) iniciou um projeto transmídia sobre a vida de Kurt Landauer. 